# Derek Gorst
Derek Gorst (Londres, 6 de dezembro de 1903 – 1981) foi um ator britânico da era do cinema mudo.

## Filmografia selecionada
- Once a Thief (1935)
- Lucky Days (1935)
- Lucky Jade (1937)
- The Fatal Hour (1937)
- The Singing Cop (1938)
- The Gables Mystery (1938)
- Incident in Shanghai (1938)
- His Lordship Regrets (1938)
- The Mind of Mr. Reeder (1939)
- Read All About It (1945)
- Beware of Pity (1946)